# New-Mexico-Feldzug
Der New-Mexico-Feldzug war eine militärische Operation während des Sezessionskrieges, die von Februar bis April 1862 dauerte. Der General des konföderierten Heeres Henry Hopkins Sibley marschierte mit seinen Truppen ins New-Mexico-Territorium ein. Ziel der Konföderierten war die Kontrolle des Territoriums als Ausgangspunkt für weitere Unternehmungen gegen Kalifornien.

## Vorbemerkung
Zur Zeit der Sezession umfasste das New-Mexico-Territorium die Gebiete zwischen Kalifornien im Westen, Texas im Osten, Nevada, Utah und Colorado im Norden sowie der Republik Mexiko im Süden. Erst die Schaffung des Arizona-Territoriums durch die Union 1863 legte New Mexico in seinen heutigen Grenzen fest. Bis auf Kalifornien und Texas war keines der genannten Gebiete ein Bundesstaat, alle wurden als sogenannte Territorien geführt.

## Prolog
Nachdem sich Texas am 23. Februar 1861 von der Union losgesagt hatte, begann der Politiker John Robert Baylor Milizen zu rekrutieren, um die Unabhängigkeit des Staates zu sichern. Am 19. März 1861 war das ca. 1.000 Mann starke 2. Texas-Mounted Rifle-Regiment („Berittene Schützen“) aufgestellt und wurde zwei Tage später in den Dienst des konföderierten Heeres gestellt. Im Rang eines Oberstleutnants befehligte Baylor das 2. Bataillon mit sechs Kompanien und bekam den Auftrag, die vom Unionsheer aufgegebenen Forts in West-Texas zu besetzen. Auf dem Marsch mussten Garnisonen in verschiedenen Stützpunkten zurückgelassen werden, so dass am 1. Juli 1861 nur 400 Mann in Fort Bliss ankamen; Baylor selbst traf am 13. Juli ein.
Am 23. Juli fiel er in das benachbarte New-Mexico-Territorium ein und marschierte mit 250 Mann auf Fort Fillmore, das von über 700 Unionssoldaten unter Major Isaac Lynde verteidigt wurde. Die Texaner umgingen den Stützpunkt und besetzten Mesilla, wo es am 25. Juli zu einem kurzen Feuergefecht kam. Die Unionstruppen gaben Fort Fillmore auf und wichen nach Fort Stanton aus, Baylor schnitt ihnen den Weg ab und erzwang am 27. Juli die Kapitulation der erschöpften Soldaten. Bei der Rückkehr nach Mesilla am 1. August 1861 erklärte er die Gebiete des New-Mexico-Territoriums südlich des 34. Breitengrades zum konföderierten Gebiet von Arizona; sich selbst proklamierte er zum Gouverneur. Trotz der Unterstützung der Bevölkerung waren Baylors Verband und etwa 200 einheimische Freiwillige überfordert. Sie hatten Patrouillen der Union abzuwehren sowie mexikanische Banditen und Apachen von Raubzügen abzuhalten, weshalb er sich in einem Brief vom 26. September bei der Regierung in Richmond über seine Situation beklagte. Die beförderte ihn zwar am 15. Dezember zum Oberst, unternahm aber keine Anstrengungen, ihm zu helfen.

## Sibleys Plan
Der Plan zur Eroberung des New-Mexico-Territoriums stammte von Henry Hopkins Sibley, einem Berufsoffizier aus Louisiana. Seit 1838 hatte er in einem Dragonerregiment gedient, mit dem er zuletzt in Fort Union, New Mexico stationiert war. Am 13. Mai 1861 wurde er dort zum Major befördert, verließ aber noch im gleichen Monat das US-Heer, um sich in El Paso, Texas umgehend der Konföderation anzuschließen, die ihn zum Oberst beförderte.
Die Sezession der konföderierten Staaten hatte die Union dazu bewogen, große Truppenteile von der West-Grenze in den Osten zu verlegen. Sibley wollte sich daher zuerst der Forts und Depots im New-Mexico-Territorium bemächtigen, die seiner Ansicht nach unzureichend verteidigt waren. Die erbeuteten Waffen und Vorräte sollten dann dazu verwendet werden, Colorado mit seinen Goldvorkommen zu erobern. Ein weiterer Schritt wäre der Vorstoß nach Kalifornien gewesen, um mit den Häfen am Pazifik die Seeblockade an der Ostküste zu umgehen.
Es ist unklar, bis zu welchem Umfang Jefferson Davis, der Präsident der Konföderation, von Sibleys Visionen unterrichtet war. Er beförderte ihn jedoch am 13. Juni 1861 zum Brigadegeneral und erlaubte ihm, Truppen auszuheben. Im Spätsommer und Herbst 1861 wurden die 4., 5. und 7. Texas-Mounted Rifle-Regimenter aufgestellt, eine Miliz-Truppe von Freiwilligen, die nicht einmal Uniformen besaßen und Pferde, Waffen sowie Ausrüstung selbst stellen mussten. Zusammen mit einer Artilleriebatterie und einem Nachschubtross bildeten sie die Sibley-Brigade, die am 22. Oktober 1861 von San Antonio, Texas nach Westen aufbrach. Um die Weiden und Wasserlöcher entlang der Route nicht auszulaugen, konnte nur in kleineren Gruppen marschiert werden, weshalb es bis Ende Dezember 1861 dauerte, bis alle 3.200 Mann in Fort Bliss eintrafen. Dort angekommen, gliederte Sibley über die Hälfte von Baylors Männern in seine Brigade ein und unterstellte sie dem Befehl von Major Charles Pyron.
Schwachpunkte in Sibleys Plan gab es einige, so hoffte er auf die Unterstützung der Bewohner des New-Mexico-Territoriums, übersah dabei aber, dass der hispanische Bevölkerungsteil keine Sympathie für die texanischen Invasoren hatte. Die Annahme, nur schwach besetzte Forts erobern zu können, war schlichtweg falsch, neben etwa 2.000 regulären Soldaten konnte die Union über 2.500 Freiwillige und Milizionäre aus dem New-Mexico-Territorium sowie über 1.300 Freiwillige aus Colorado aufbieten. Das bei weitem größte Manko war jedoch Sibley selbst. Ob er nun aufgrund einer Erkrankung begonnen hatte, zur Flasche zu greifen, oder aber bereits ein gewohnheitsmäßiger Trinker war, ist unklar. Er war jedenfalls die meiste Zeit des Feldzugs nicht nüchtern und führte seine Verbände in keinem Gefecht.

## Valverde
Im Januar 1862 formierte sich die Sibley-Brigade neu im Raum von Mesilla und nannte sich fortan „Armee von New Mexico“. Am 7. Februar marschierte sie mit 2.500 Texanern und 15 Geschützen das Tal des Rio Grande aufwärts nach Norden. Nach 70 Meilen erreichte sie am 16. Februar Fort Craig, das von 3.800 Mann unter dem Kommando von Oberst Edward Richard Sprigg Canby verteidigt wurde. Sibley erkannte, dass ein Frontalangriff sinnlos wäre, und entschloss sich, das Fort im Osten über die Mesa del Contadero zu umgehen. Er wollte dann wieder ins Tal des Rio Grande zurückschwenken und Canbys Verbindung mit Santa Fe, New Mexico blockieren.
Canby entdeckte das Vorhaben und schickte 2.500 Mann nach Norden, die am 21. Februar Fort Valverde besetzten und die Texaner unter Beschuss nahmen. Sibley hatte sich in die Ambulanz begeben und das Kommando Oberst Tom Green übertragen, dem Kommandeur des 5. Regiments. Green gelang es, seine Verbände zu einem Gegenangriff zu formieren und die Artilleriestellung der Union zu überrennen; die Soldaten drehten dann die Geschütze gegen ihre fliehenden Gegner, die nach Fort Craig auswichen.
Der Erfolg erwies sich als Pyrrhus-Sieg, die Texaner hatten knapp 200 Mann verloren und es war ihnen nicht gelungen, Fort Craig zu erobern, das ihnen von nun an den Nachschub aus dem Süden abschnitt. Hinzu kam der Verlust von mehreren hundert Reit- und Lasttieren, so dass große Teile der Brigade den Feldzug zu Fuß fortsetzen mussten. Die Konföderierten kamen daher nur langsam voran, was Canby Zeit zu Gegenmaßnahmen gab. So konnte von den Texanern zwar in Socorro, New Mexico noch ein Depot aufgebracht werden, beim Eintreffen in Albuquerque, New Mexico am 2. März waren jedoch alle Vorräte verbrannt worden, und als Santa Fe am 10. März besetzt wurde, hatten die Unionssoldaten Fort Marcy bereits aufgegeben und alles Material auf 120 Wagen nach Fort Union, New Mexico geschafft. Dieser bedeutendste Stützpunkt im New-Mexico-Territorium war daher Sibleys nächstes Ziel, der Weg dorthin führte über den Glorieta-Pass durch die Sangre-de-Cristo-Berge. Er selbst blieb in Albuquerque und betraute Oberstleutnant William Read Scurry, den Kommandeur des 4. Regiments, mit dem Marsch auf Fort Union, der allerdings durch Schneestürme um gut zwei Wochen verzögert wurde.

## Glorieta-Pass

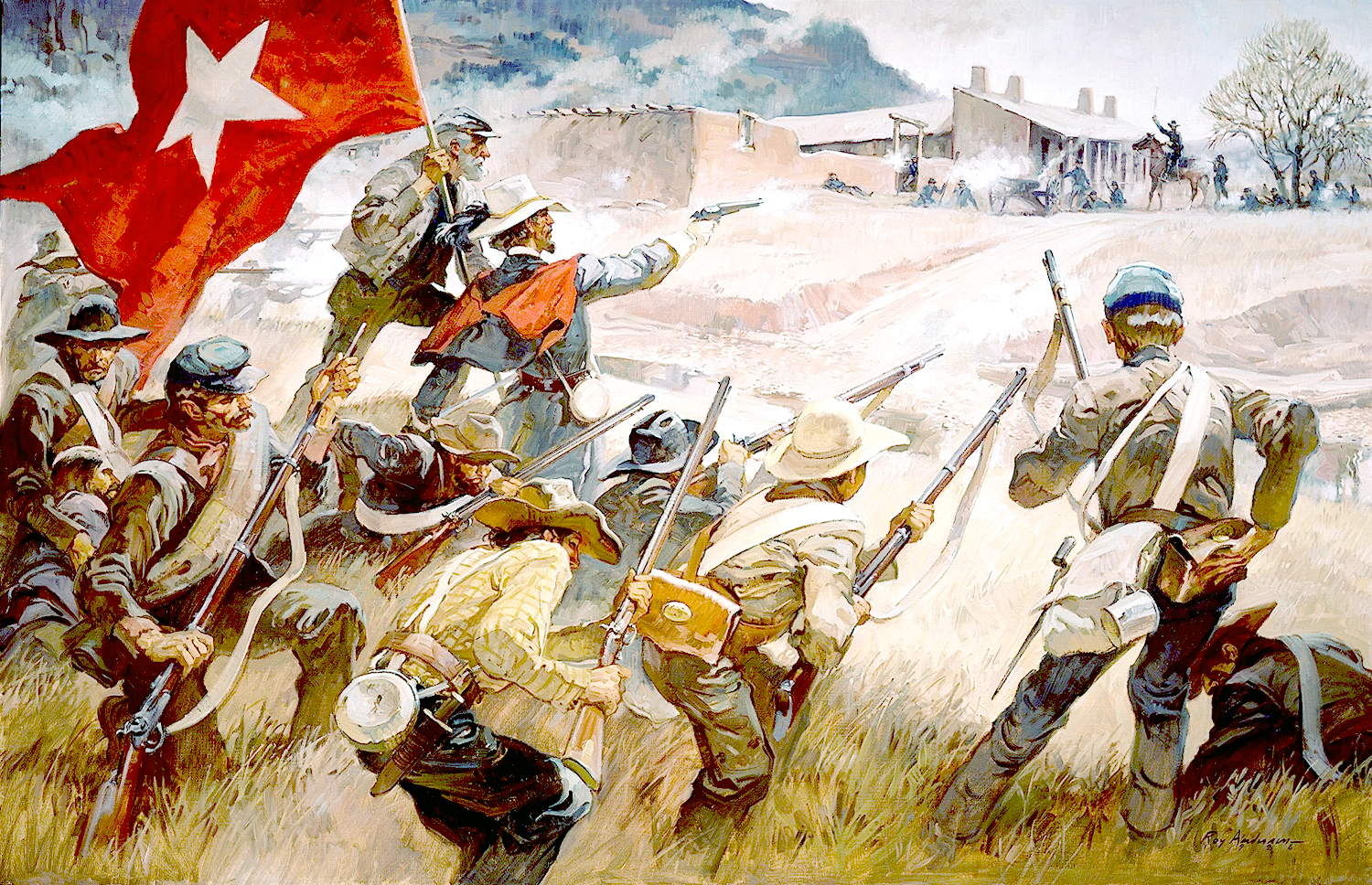
Die Schlacht am Glorieta-Pass. Zeichnung von Roy Anderson; Courtesy of Pecos National Historical Park

Der verlangsamte Vormarsch der Sibley-Brigade hatte auch das 1. Colorado-Regiment begünstigt; unter dem Kommando von Oberst John Potts Slough und Major John Milton Chivington war es im Eilmarsch über die Rocky Mountains gekommen, um die Garnison von Fort Union zu verstärken. Der ehrgeizige Slough suchte jedoch die Konfrontation mit Sibley; er brach mit über 1.300 Mann nach Süden auf, etwa 500 Mann davon bildeten die Vorhut unter Chivington, die auf ihrem Weg auch über den Glorieta Pass kommen würde.
Die Konföderierten waren entlang des Rio Grande verstreut, ihr nördlichster Truppenteil war die Vorhut unter Pyron, die am 26. März in den Apache Canyon ritt, der das westliche Ende des Glorieta-Passes bildet. Als die Texaner in der Mitte des Canyons auf Chivingtons Abteilung trafen und von dieser vernichtend geschlagen wurden, war die erste Phase der Schlacht am Glorieta-Pass beendet. Die Texaner waren nach ihrer Niederlage ans westliche Ende des Canyons ausgewichen, um das Eintreffen von Verstärkung abzuwarten. Chivington gab die erreichten Stellungen ebenfalls auf und wartete im Apache Canyon auf Slough und den Rest des Regiments, die am folgenden Tag eintrafen. Am 28. März entschlossen sich beide Seiten unabhängig voneinander zum Angriff und bewegten sich im Canyon aufeinander zu, Slough schickte jedoch Chivington mit seiner Abteilung über die Hochebene, um dem Gegner in den Rücken zu fallen. Während die Texaner unter Oberstleutnant Scurry den Unionssoldaten empfindliche Verluste beibrachten und sie zum Ausweichen zwangen, erlitten sie abseits des Schlachtfelds eine vernichtende Niederlage. Chivington hatte am Ausgang des Canyons den gesamten konföderierten Nachschubtross entdeckt, der nur unzureichend gesichert war. Er schlug die Wachmannschaft in die Flucht, dann ließ er die 80 Wagen mit Vorräten anzünden sowie alle Pferde und Maultiere töten – der Feldzug war damit gescheitert, die Sibley-Brigade musste zurück nach Texas marschieren.

## Peralta
Inzwischen hatte sich Canby mit 1.200 Mann von Fort Craig aus auf den Weg nach Norden gemacht. Am 8. April erzwang er den Abzug der Texaner aus Santa Fe und am 12. April aus Albuquerque. Er vereinigte sich mit den Truppen aus Fort Union und trieb Sibleys Brigade nach Süden vor sich her. Zwanzig Meilen südlich von Albuquerque kam es bei Peralta, New Mexico zu einem letzten Gefecht – Canby war dort auf Greens Männer gestoßen, die das Feuer auf die Soldaten der Union eröffneten. In der Folge entspann sich ein Artillerieduell, das die Stadt in Schutt und Asche legte. Als ein Sandsturm aufkam, nutzte Green die Gelegenheit zur Flucht. Beim Versuch, Green zu Hilfe zu eilen, geriet Sibley unter Beschuss. Dies war das einzige Mal während des gesamten Feldzugs, dass er einer Gefahr ausgesetzt war.
Auf seinem Rückmarsch umging Sibley das Fort Craig diesmal im Westen durch die Wüste der San Mateo-Berge; nach acht Tagen kam er in Mesilla an. Anfang Mai 1862 hatten die meisten Konföderierten das New-Mexico-Territorium verlassen, und in der zweiten Juliwoche war auch die Nachhut abgezogen. Baylor floh ebenfalls vor den Unionstruppen, und das konföderierte Arizona hörte auf zu existieren, auch Fort Bliss und El Paso in Texas wurden aufgegeben.

## Epilog
Um unnötige Verluste zu vermeiden, hielt Canby Abstand zu den ausweichenden Texanern; bei einer Verfolgung durch das Trans-Pecos-Gebiet wäre die lebensfeindliche Wüste ein gefährlicherer Gegner gewesen als die geschlagenen Konföderierten. Diese unternahmen einen 700 Meilen langen, qualvollen Marsch, bei dem sich manche sogar ihrer Ausrüstung und Waffen entledigen mussten, nur um zu überleben. Beim Eintreffen in San Antonio hatte die Brigade ungefähr die Hälfte ihrer Gesamtstärke eingebüßt und mehr als doppelt so viele Männer durch Krankheit und Erschöpfung verloren wie durch die Gefechte.
Sibley musste sich zwar vor einem Untersuchungsausschuss des Heeres in Richmond, Virginia für den Fehlschlag verantworten, erhielt aber 1863 wieder das Kommando über seine Brigade, die nun in Louisiana stationiert war. Der Divisionskommandeur Generalmajor Richard Taylor beurteilte die Texaner als wagemutig, aber undiszipliniert. Bei den Kämpfen um Fort Bisland am 13. und 14. April wurden Sibleys Alkoholkonsum und seine Führungsschwäche wieder offenbar; er wurde von Taylor vor ein Kriegsgericht gestellt, das ihn unter anderem auch der Feigheit anklagte. Obwohl er freigesprochen wurde, entzog man Sibley das Kommando und betraute ihn bis Kriegsende mit keiner Aufgabe mehr. Die Brigade wurde zunächst dem Kommando von Green unterstellt und bestand bis zur Kapitulation der Konföderierten 1865.

## Trivia
Sergio Leone verwendete für seinen Film Il buono, il brutto, il cattivo (dt. Titel: Zwei glorreiche Halunken) verschiedene Personennamen und Ortsangaben des New-Mexico-Feldzugs als Hintergrund-Kolorit. Die Handlung hat allerdings keinerlei Bezug zu den historischen Ereignissen und nutzt lediglich einige Motive der Kampagne als sehr frei interpretierte Versatzstücke.